# Patrick H. Kelley

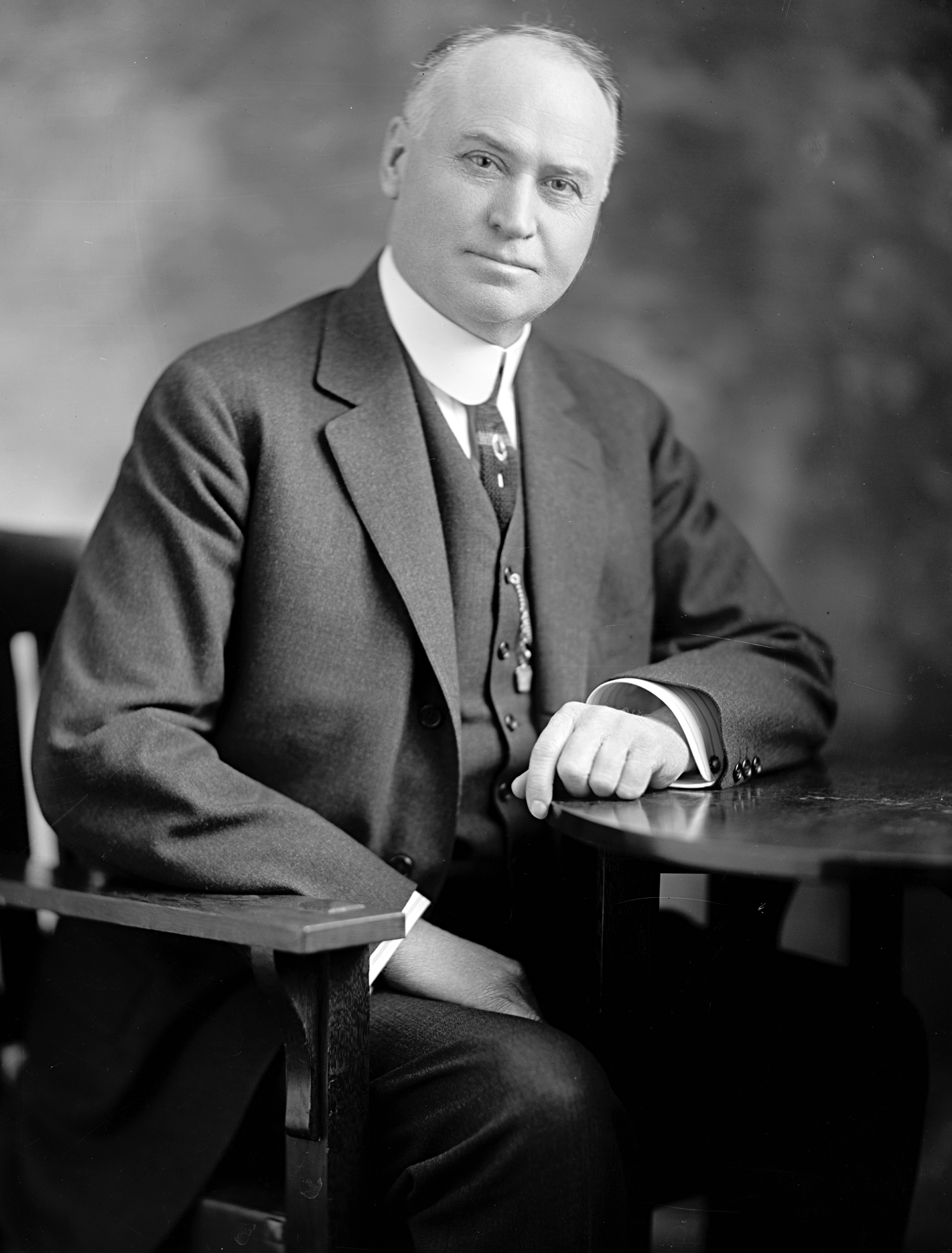
Patrick H. Kelley

Patrick Henry Kelley (* 7. Oktober 1867 bei Dowagiac, Cass County, Michigan; † 11. September 1925 in Washington, D.C.) war ein US-amerikanischer Politiker. Zwischen 1915 und 1923 vertrat er den Bundesstaat Michigan im US-Repräsentantenhaus; zuvor amtierte er als dessen Vizegouverneur.

## Werdegang
Im Jahr 1875 zog Patrick Kelley mit seinen Eltern nach Watervliet im Berrien County, wo er die öffentlichen Schulen besuchte. Danach studierte er bis 1887 an der Northern Indiana Normal School in Valparaiso. Anschließend arbeitete er für einige Jahre selbst als Lehrer, ehe er seine eigene Ausbildung am Michigan Normal College in Ypsilanti fortsetzte. Nach einem anschließenden Jurastudium an der University of Michigan in Ann Arbor und seiner im Jahr 1900 erfolgten Zulassung als Rechtsanwalt begann er in Lansing in seinem neuen Beruf zu arbeiten.
Politisch war Kelley Mitglied der Republikanischen Partei. Zwischen 1901 und 1905 gehörte er dem Bildungsausschuss des Staates Michigan an. Von 1905 bis 1907 fungierte er als Schulminister seines Heimatstaates (State Superintendent of Public Instruction). Zwischen 1907 und 1911 war er als Vizegouverneur von Michigan Stellvertreter von Gouverneur Fred M. Warner. Bei den Kongresswahlen des Jahres 1912 wurde Kelley im sechsten Wahlbezirk von Michigan in das US-Repräsentantenhaus in Washington gewählt, wo er am 4. März 1913 die Nachfolge von Samuel William Smith antrat. Nach vier Wiederwahlen konnte er bis zum 3. März 1923 fünf Legislaturperioden im Kongress absolvieren. In diese Zeit fielen unter anderem der Erste Weltkrieg sowie die Verabschiedung des 18. und 19. Verfassungszusatzes.
Im Jahr 1922 verzichtete Patrick Kelley auf eine weitere Kandidatur für das Repräsentantenhaus. Stattdessen bewarb er sich erfolglos um die Nominierung für die Wahl zum US-Senat. Nach seinem Ausscheiden aus dem Kongress arbeitete er wieder als Anwalt in Lansing. Patrick Kelley starb am 11. September 1925 während eines Besuchs in der Bundeshauptstadt Washington. Er wurde in Lansing beigesetzt.